# Григорьевская (Краснодарский край)
Григо́рьевская — станица в Северском районе Краснодарского края Российской Федерации.
Административный центр Григорьевского сельского поселения.

## Происхождение названия
Укрепление (и затем местечко) названо в честь генерала Григория Ивановича Филипсона (им самим основано) в первых числах июня 1860 года. Григорий Иванович Филипсон (1809—1883) — русский генерал, отличившийся во время Кавказской войны; наказной атаман черноморских казаков. На склоне жизни — сенатор.

## География
Станица расположена на левом берегу реки Шебш, в лесной предгорной зоне, в 6 км выше по течению от более крупной станицы Новодмитриевской, в 2 км восточнее станицы Смоленской. Ближайшая железнодорожная станция расположена в 11 км севернее — в посёлке городского типа Афипский.
Рельеф
Рельеф — Закубанская наклонная равнина, предгорья Северо-Западного Кавказа. Станица Григорьевская находится в области кайнозойской складчатости. В горах Кавказа продолжается горообразовательный процесс. Поэтому возможны землетрясения силой до 7 баллов по шкале Рихтера. Григорьевская, как и вся предгорная и горная зоны Краснодарского края, находится в сейсмоопасной зоне.
Климат
Климат станицы Григорьевской — умеренно континентальный.
Он характеризуется продолжительным жарким летом и короткой тёплой зимой. Климат станицы формируется под влиянием трёх типов воздушных масс — Умеренных (Атлантических), Арктических и Тропических. Чаще всего преобладают в станице — умеренные воздушные массы. При вторжении воздуха с Атлантики в станице летом — прохладно и дождливо, зимой — оттепели, дождь и мокрый снег. При вторжении Арктического воздуха — летом — прохладно и солнечно, зимой — холодно (температура опускается до −20 градусов) и ясно. Когда в станицу проникает тропический воздух (из Средиземноморья и Средней Азии) — летом — очень жарко (температура поднимается до +40 градусов в тени) и сухо, а зимой очень тепло (до +20 градусов) и ясно. В целом климат очень благоприятный для проживания людей и ведения сельского хозяйства.
Средняя температура самого холодного месяца: +0,3 градуса, наиболее жаркого +28,6, среднегодовая температура +14,5 градуса (для сравнения в Анапе +14,4; в Туапсе +16,2; в Сочи +16,8; в Ейске +12). Относительная влажность наружного воздуха наиболее холодного месяца 79 %, наиболее жаркого 46 % (в Анапе 76 и 58, Туапсе 69 и 64, Сочи 68 и 67, Ейске 85 и 58, Москве 83 и 50). Для Григорьевской из-за близости Кавказских гор эти данные могут отличаться от Краснодара, особенно при устойчивых южных ветрах, приносящих тепло и влажность Чёрного моря.
Осадков в станице выпадает в среднем 700—800 мм в год. Максимум их приходится на июнь и январь. Среднегодовая влажность воздуха — 71 %. Преобладающие направления ветра — январь — северо-восточные (приносят холодный воздух), июль — юго-западные. Атмосферное давление — минимальное — в июле (755 мм рт. ст.), максимальное — в декабре (760 мм рт. ст.). Среднегодовое — 760 мм рт. ст. В среднем за год в Григорьевской — число дней с туманом — 30, число дней с дымкой — 162. Чаще всего туманы бывают осенью и зимой, а дымка — осенью и весной. Гололёд в среднем бывает 6 дней в году, изморозь — 9 дней в году. Грозы в станице характерны для летних месяцев (наиболее часты в июне).
Реки
Единственная река в Григорьевской — Шебш, являющийся левым притоком реки Афипс, которая в свою очередь впадает в реку Кубань. Река Шебш берёт начало в горах Северо-Западного Кавказа, на территории Северского района, на высоте 700—800 метров над уровнем моря. Длина реки — 100 км, площадь её водосборного бассейна — 593 км². Принадлежит бассейну реки Кубань.
Почвы
Почвы станицы Григорьевской — чернозёмы: слитые, горные (тучные), серые лесные почвы.
Флора и фауна
Природная зона — лесостепь, то есть чередование лесных и степных участков. Южнее станицы, в предгорьях и горах Большого Кавказа, начинается природная зона широколиственных лесов.
Главные представители растительности здесь — дуб, бук, граб, ольха, осина, пихта. Много плодовых — яблоня, груша, кизил, орешник, каштан.
Фауна григорьевской лесостепи — степные хори, полевые мыши, кавказские кроты, лесные куницы, кабаны, косули, шакалы. Важнейшие птицы — синицы, дрозды, сойки, вороны. В окрестных лесах обитают — медведь, барсук, кавказский благородный олень, кабан, ёж, белка, лесная мышь.

## История
Григорьевское укрепление на месте современного населённого пункта было основано в 1860 году генералом Филипсоном и Шапсугским отрядом, существовало до 1866 года. Местечко Григорьевское при укреплении было основано в 1864 году, в 1880-х преобразовано в слободу, не позже 1925 года — в село, не позже 1939 года — в станицу.
В ходе Закубанского похода, в течение мая 1860 года Большой Шапсугский отряд отвоевал у черкесов долины рек Убин и Афипс. 22 июня на левом берегу реки Шебш в урочище Ханмезык заложили ещё одно укрепление Григорьевское — штаб-квартиру Ставропольского пехотного полка Архивная копия от 25 июля 2014 на Wayback Machine. По приказу начальника Шапсугского отряда генерал-майора Рудановского в укрепление был назначен 3-й батальон Ставропольского пехотного полка, который должен был приступить к устройству помещений в укреплении на две роты. Начальником укрепления 28 июля 1860 года назначен командир батальона подполковник Сюлевич.
Для скорейшего возведения укрепления каждая рота отряда должна была доставить 40 бревен. Строительством Григорьевского укрепления руководил штабс-капитан Блум и прапорщик Ставропольского полка Лоренс. В укреплении располагалась штаб-квартира главного Шапсугского отряда, а также и артиллерийский склад. Из Усть-Лабинского артиллерийского склада в укрепление были доставлены 18 полупудовых крепостных единорогов (гаубиц) с лафетами.
Вскоре сюда прибыл командующий Кубанским войском генерал-адъютант граф Евдокимов для организации безопасного движения войск по дороге из укрепления Григорьевского до укрепления Крымского. Осенью 1861 года для осмотра войск Большого Шапсугского отряда через аул Энем в Григорьевское укрепление прибыл император Александр Второй, которого сопровождал третий дивизион Северского драгунского полка. В 1863 году в укреплении сформировали Джубгский отряд для участия в завершении Кавказской войны и ведения боевых действий в долине реки Шебш с выходом через Шабановский перевал к берегам Черного моря. На перевале отрядом был устроен Шабановский пост.
В 1864 году недалеко от бывшего военного укрепления была основана станица, названная по имени укрепления Григорьевской.
В 1874 г. старостой местечка Григорьевского был избран фельдфебель Василий Емельянович Каширин, а в 1878 г. отставной унтер-офицер Фирсов Иван.
Станица Григорьевская основана в 1864 году как местечко Григорьевское при одноименном укреплении (1860—1866). В 1880-х годах преобразована в слободу Григорьевскую. До 1925 года преобразована в село, а к 1939 году уже в станицу.
22 июня 1860 года на реке Шебш в урочище Ханемзык было заложено Григорьевское укрепление, которое стало штаб-квартирой Ставропольского пехотного полка. По приказу начальника Шапсугского отряда генерал-майора Рудановского в укрепление был назначен 3-й батальон Ставропольского пехотного полка, который должен был приступить к устройству помещений в укреплении на две роты. Начальником укрепления 28 июля 1860 г. назначен командир батальона подполковник Сюлевич. Для скорейшего возведения укрепления каждая рота отряда должна была доставить 40 бревен. Строительством Григорьевского укрепления руководил штабс-капитан Блум и прапорщик Ставропольского полка Лоренс. В укреплении располагалась штаб-квартира главного Шапсугского отряда, а также и артиллерийский склад. Из Усть-Лабинского артиллерийского склада в укрепление были доставлены 18 полупудовых крепостных единорогов (гаубиц) с лафетами. К середине августа была окончена разработка просек и дорог между Ильским и Григорьевским укреплениями для начала прямого сообщения. Эта просека совпала с проходившей многими столетиями ранее Генуэзской торговой дорогой, построенной в XIV в. Летом того же года силами войск отряда было устроено надежное сообщение между укреплением Григорьевским и Екатеринодаром.
12 сентября 1861 г. император Александр II прибыл в Екатеринодар, где была устроена грандиозная встреча. На следующий день император выехал в районы, предназначенные для переселения. Государь проехал от аула Энема до Ерковского поста, а затем в сопровождении драгун 1-го и 2-го дивизионов Северского драгунского полка прибыл в укрепление Григорьевское. По пути император производил смотр войскам Шапсугского отряда.
Летом 1862 г. приморские горцы, во главе которых стояли убыхи, преодолев вершины главного Кавказского хребта, двинулись на русские военные укрепления. Одновременно с ними решили активизировать набеги и шапсуги. Их многочисленные отряды бросились на укрепления Григорьевское и Дмитриевское с решимостью захватить гарнизон. Штурм Григорьевского укрепления был отбит, однако участи Дмитриевского укрепления висела на волоске, пока спешно не подошли на помощь войска Шапсугского отряда.
25 февраля 1863 года начался первый поход против горцев под личным руководством главнокомандующего Кавказской армией наместника императора на Кавказе великого князя Михаила Николаевича, который выступил вместе с войсками из Хабльского станичного окопа по просеке, вдоль подошвы гор. На другой день к Адагумскому отряду присоединился на реке Убин Шебский отряд. 27 февраля войска обоих отрядов, выступив из Григорьевского укрепления, двинулись в сторону, где активно действовали горцы. Абадзехи сменили шапсугов и пробовали задержать движение, но были обращены в бегство артиллерией. С 1 марта великий князь продолжил движение с Пшехским отрядом с непрестанными боями.
В августе 1863 г. в укреплении был образован Джубгский отряд, который должен был способствовать завершению Кавказской войны под начальством атамана Кубанского казачьего войска графа Эльстона-Сумарокова. Джубгский отряд должен был построить посты, редуты, станицы в долине реки Шебш и ее притоков, установить мосты и дороги через горы и выйти к Черному морю. В последних числах августа отряд двинулся из укрепления Григорьевского на юг. Пройдя семь верст, отряд установил кардонный пост, а еще через шесть верст на реке Псекабе приступил к строительству станицы Ставропольской. Гарнизон станицы занимался прокладкой дорог и строительством мостов. На кургане Тхамаха близ слияния рек Адыгако и Пагуако с рекой Шебш был заложен редут с двумя орудиями и батальоном пехоты. К концу сентября отряд, достигнув главного Кавказского хребта, заложил на Шабановском перевале передовой пост, названный Шабановским. Осенью, когда внимание приморских шапсугов было обращено исключительно на Адагумский отряд, временно командующий Джубгским отрядом полковник Левашов сделал быстрый набег на Джубу и взял там у горцев пять орудий. К 1 ноября раскрытие и опустошение бассейна Шебша были завершены: по возвращении графа Сумарокова действия были перенесены на южную сторону. Шапсуги, теснимые двумя отрядами, отодвигались все дальше в глубь страны, но нигде не могли найти убежища; колонны неотступно шли по их пятам. Они были доведены до крайности и начинали сдаваться целыми деревнями, и их немедленно отсылали, под прикрытием войск, для водворения на нижней Кубани. В половине ноября граф Сумароков перенес действия в устье Шапсуго, взятое перед тем войсками Адагумского отряда. Из этой позиции он разрабатывал дорогу назад, изгоняя туземное население отовсюду, куда проникали наши колонны. В декабре Джубский отряд прошел, сжигая аулы, по верховьям речек, нижнее течение которых было уже в руках Адагумского отряда; в то же время отправленные от него колонны очистили на северной плоскости левый берег Псекупса. Обширная страна от впадения Кубани в море до течения Псекупса и Шапсуго была под контролем войск. Следуя правилу, принятому с самого начала войны, —упрочивать немедленно каждый шаг вперед, на окраине завоеванного пространства, по течению Псекупса и Шапсуго, от Кубани до моря, на протяжении более, чем полутораста верст, было начато устройство новой кордонной линии. Предприятие это было исполнено в течение зимы частью войск джубского отряда.
В 1869 г. штаб 74-го Ставропольского пехотного полка был переведен в ст. Крымскую, а Григорьевское укрепление упразднено, и образовано местечко Григорьевское. В 1864 г. недалеко от бывшего военного укрепления была основана станица, названная по имени укрепления Григорьевской. В 1874 г. старостой был избран фельдфебель Василий Емельянович Каширин, а в 1878 г. отставной унтер-офицер Фирсов Иван. В 1880 году была построена Успенская церковь и освящена 15 августа того же года. По статистическим данным за 1881 г. в мест. Григорьевском было 133 дома, коренных жителей: 197 мужчин и 204 женщины, 1 мельница, 2 кузницы и 4 торговые лавки. В 1882 г. в местечке Григорьевском было 137 домов, рядом находились земли турецко-подданного табачного плантатора Мавропуло табачного (1 дом), турецко-подданного табачного плантатора Рушед-Сали (1 дом), табачного плантатора мещанина Непомнящего (1 дом). В Григорьевской слободке было одноклассное смешанное училище, законоучителем в котором был священник местного храма Иоанн Григорьевич Трофимовский.
В годы Великой Отечественной войны станица Григорьевская была оккупирована немецко-фашистскими захватчиками с августа 1942 года по февраль 1943 года. Во время оккупации в станице был установлен жестокий оккупационный режим. Сотни жителей были расстреляны, повешены, замучены и угнаны на принудительные работы в Германию. В станице и её окрестностях действовало несколько партизанских отрядов. Станица была полностью освобождена 12 февраля 1943 года войсками 20-й Горно-стрелковой дивизии. Эта же дивизия освобождала и соседнюю станицу — Смоленскую. Но на день позже — 13 февраля 1943 года.
После изгнания гитлеровцев жители станицы восстановили разрушенное народное хозяйство. В 1960 году началась газификация жилого фонда, коммунально-бытовых и промышленных объектов района. Станица развивались и обустраивались — строились новые культурно-бытовые объекты и новые предприятия, прокладывались асфальтированные дороги, увеличивалось количество техники в хозяйствах.
В станице появились новые предприятия и социальные объекты: плодосовхоз, новая школа, Дом культуры и детский сада, двухэтажные дома в центре станицы и т. д.

## Население
| 2002 | 2010  | 2015  |
| ---- | ----- | ----- |
| 1324 | ↘1295 | ↗1436 |

Станица Григорьевская — одна из самых малочисленных станиц Северского района. Национальный состав населения: русские, армяне, адыгейцы, греки, украинцы, литовцы, узбеки, казахи, татары. Конфессиональный состав населения: православные христиане (русские, украинцы, армяне, греки, литовцы), мусульмане-сунниты (адыгейцы, узбеки, казахи, татары), свидетели Иеговы и атеисты (агностики).

## Экономика
Крупных предприятий на территории станицы нет. Большинство населения станицы Григорьевской работает в соседних населённых пунктах: станице Смоленской, посёлке Афипском и городе Краснодаре. Из небольших предприятий можно выделить: ИП Ладик (распиловка и строгание древесины), автоколонну на западе станицы (на месте бывшей автобазы плодосовхоза), несколько магазинов, аптек, парикмахерских и одно кафе. Также на территории станицы функционируют: Дом культуры, детский сад № 23 (открыт в 2015 году, после 20-летнего перерыва) и средняя общеобразовательная школа № 11. Очереди детей от 1,5 до 7 лет на территории Григорьевского сельского поселения на 2018 год нет. Проблема безработицы местного населения и нехватки рабочих мест в станице остаётся нерешённой.

## Храм Успения Пресвятой Богородицы
Первый храм (Успенский) построен казаками в 1867 году (деревянный). В 1880 году была построена Успенская церковь и освящена 15 августа того же года. Утварью храм был беден. Здание храма было деревянное, снаружи обшито досками и окрашено масляной краской. Колокола укреплены на четырех столбах. Успенская церковь первые годы была приписана к церкви пос. Ставропольского. В 1907 г. священнослужителям епархии выдавались дополнительные пособия, из оставшегося жалования, выданного Кубанским казачьим войском в 1906 г. Пособие получили священник с. Григорьевской Иоанн Трофимовский — 90 р. и псаломщик Димитрий Яблонский — 30 р. С 1915 по 1917 гг. в слободском храме служил священник Петр Антониевич Танцюра.
В 1922 г. в слободке начала работа по изъятию церковных ценностей. 9 апреля были описаны к сдаче в Облфинотдел: две чаши, дискоса два, две звездицы, две лжицы, четыре тарелочки, ковшик, дароносица, два креста напрестольных. История станицы Григорьевской хранит в себе и следы богоборческой власти. В 1933 году храм был закрыт и переоборудован под клуб. Во время Великой Отечественной войны храм разбила залетевшая в него бомба. В годы Советской власти был закрыт, использовался не по назначению, перед войной 1941 года сгорел.
По благословению Митрополита Екатеринодарского и Кубанского от 03.11.2013 года началось строительство нового храма на его историческом месте. Указом Управляющего Краснодарской и Новороссийской Епархией № 48 от 18 июля 2000 года настоятелем Свято-Успенского храма был назначен протоирей Алексей Святов. С этого времени в приспособленном под храм здании стали совершаться регулярные богослужения. Одновременно велась работа по регистрации прихода и оформлению здания храма. Велись работы по ремонту здания, крыши, пристроена колокольня, благоустроена территория, поставлена ограда. 20.04.2000 года общине было выделено здание бывшей школы по ул. Ленина, № 5 для Свято-Успенского храма.
Настоятель храма — Протоиерей Алексий Святов. Престольный праздник: Праздник Успения Пресвятой Богородицы — 28 августа. В этот же день (28 августа) или в ближайший к этому дню выходной (нерабочий) день отмечается, по традиции, и День станицы Григорьевской. Святыни храма: Частицы мощей: вмч. Георгия, преп. Феодосия Кавказского.